# سینمای پست‌مدرن
پست مدرن به دسته‌ای از آثار سینمایی گفته می‌شود که درون مایه ها و بن‌مایه‌ها و ایده‌های پست‌مدرنیستی را از طریق رسانه  سینِما بیان می‌کنند. فیلم‌های پست‌مدرن سعی در واژگون‌سازی قواعد رایج حاکم بر ساختار روایی و شخصیت‌پردازی (به عبارت دیگر قواعد جریان‌اصلی مربوط به ساختار روایی و شخصیت‌پردازی)، دارد و تعلیق ناباوری مخاطب را به چالش می‌کشد. معمولاً چنین فیلم‌هایی دیوار میان هنر فاخر و مبتذل را در هم می‌شکنند و غالباً تصاویر رایجِ مربوط به (برداشت‌های رایج از) جنسیت، نژاد، طبقه اجتماعی، ژانر و زمان را برهم می‌زنند و هدف از این واژگون‌سازی تصاویر رایج مذکور، عدم پیروی از ساختار بیانی سنتی و ایجاد اثری مخالف با این ساختار بیانی سنتی است.
از سینما گرانی که پسوند پست مدرن بر سینمایشان قرار می‌گیرد می‌توان به ژان لوک گدار؛ جیم جارموش؛ دیوید لینچ؛ برادران کوئن؛ هال هارتلی؛ گای ریچی؛ تیم برتون و کوئنتین تارانتینو اشاره کرد.یکی از مشخصه‌های برجستهٔ سینمای پست مدرن؛ حضور عنصر بینامتنی یت در آن‌ها است.  بینامتنی یت یا «متنِ پنهان» (به انگلیسی: Intertextuality) شکل‌گیری معنای متن توسط متون دیگر است. این می‌تواند شامل استقراض و دگردیسی متنی دیگر توسط مؤلف یا ارجاع دادن خواننده به متنی دیگر باشد. اصطلاح «بینامتنیت»، از زمان ابداعش توسط ژولیا کریستوا در سال ۱۹۶۶ دفعات بسیاری تغییر یافته‌است
یکی از کتاب‌های تخصصی در این حوزه کتاب: «بررسی مفهوم بینامتنیت در سینمای پست مدرن» به نویسندگی حسین زاهدی دهوئی است.
اندیشمندان زیادی در جهت تکامل مفهوم متن پنهان قدم برداشته اند اما در این کتاب علیرغم پرداختن به مفهوم بینامتنیت از نظر رولان بارت؛ ژرار ژنت ؛ میخائیل باختین و… اساس و تأکید بر نگاه و نظریهٔ کریستوایی است.

## تعریف پست مدرنیسم
پست‌مدرنیسم الگو واره ای پیچیده از فلسفه‌ها و سبک‌های هنری مختلف است. این جنبش در واکنش به مدرنیسم، به وجود آمد.

## نمونه‌هایی از سینمای پست‌مدرن

### فیلم بلید رانر
مشهورترین اثر پست‌مدرن، بلید رانر اثر ریدلی اسکات می‌باشد. این فیلم که در سال ۱۹۸۲ ساخته شده‌است، در بارهٔ یک پادآرمانشهر در آینده است. در این پادآرمانشهر ، اندامگان رایانه‌ای اختراع شده‌اند که در صورت فرار به دلیل خطرناک بودن ، دستگیر می‌شوند. در فیلم ارجاعاتی به گونه ی کارآگاهی و خصایص سبک و همچنین تصاویر و بن‌مایه‌های (موتیف‌ها) دینی، داده می‌شود. این فیلم با زمان (لباس‌های شخصیت‌ها که هر یک به دورهٔ زمانی خاصی تعلق دارد) و گونه بازی می‌کند و این بازی با زمان و ژانر از طریق ترکیبشان با هم به منظور خلق جهان فیلم انجام می‌گیرد. تلفیق گونه های نوآر و علمی-تخیلی نمونهٔ دیگری است از شالوده‌شکنی در سینِما و ژانر. این، تجسم گرایش پست‌مدرن به از میان برداشتن مرزها و گونه ها در جهت رسیدن به یک محصول نهاییِ خودْ-بازتاب (یا خود-پژواک) می‌باشد.

### فیلم داستان عامه‌پسند
داستان عامه‌پسند اثر کوئنتین تارانتینو، نمونهٔ دیگری از یک فیلم پست مدرن است. فیلم، داستان‌های در هم پیچیده‌ای از چند گانگستر ، یک بوکسور ، و چند دزد را بیان می‌کند. فیلم پیوستگی زمانی را در هم می‌شکند. این فیلم بینامتنیت را مورد توجه قرار می‌دهد: به این صورت که از حوزه‌های سنتی هنر فاخر و مبتذل تکه‌هایی را به صورت ارجاع، در فیلم می‌آورد. داستان عامه‌پسند زمان را (با استفاده از گاه نماهای ناهمگام) و با به‌کارگیری ویژگی‌های سبکی مربوط به دهه‌های پیشین و ترکیب آن‌ها در فیلم، در هم می‌شکند. از طریق تمرکز بر روی بینامتنیت و ذهنیت (سوبژکتیویتی) زمان، پالپ فیکشن شیفتگی پست‌مدرن، نسبت به علائم و پرسپکتیو سوبژکتیو (ذهنی) را به صورت قرار دادن هر چیزی که معنایی را القاء کند در صحنه، به نمایش درمی‌آورد.